# Hydractinia hooperi
Hydractinia hooperi is een hydroïdpoliep uit de familie Hydractiniidae. De poliep komt uit het geslacht Hydractinia. Hydractinia hooperi werd in 1899 voor het eerst wetenschappelijk beschreven door Sigerfoos. 